# Laguna Vista
Laguna Vista város az USA Texas államának Cameron megyéjében. Lakosainak száma 3520 fő (2020. április 1.).

## Népesség
A település népességének változása:

| 2010 | 3 117 |
| 2020 | 3 520 |